# Geoscience Australia

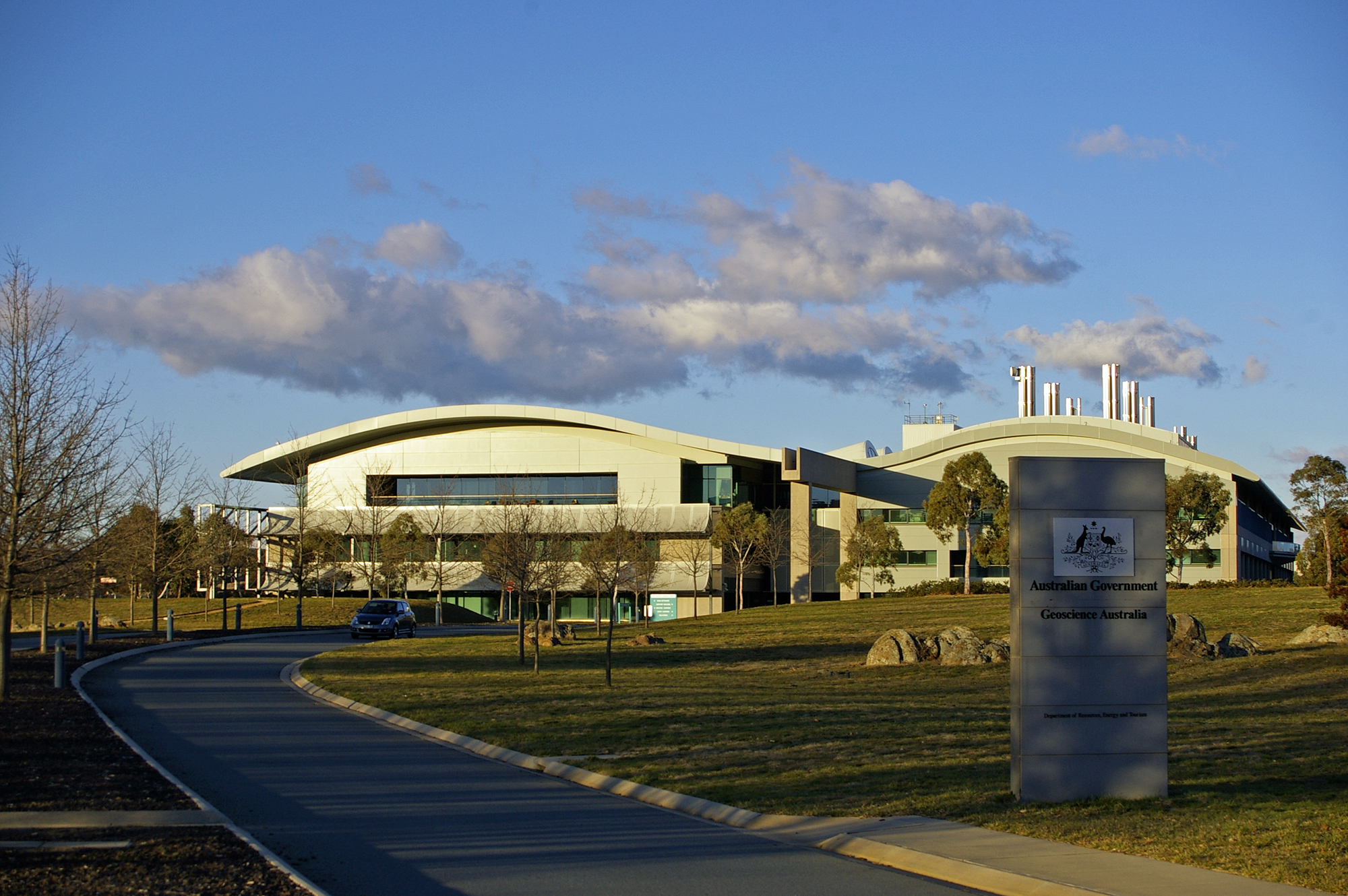

Geoscience Australia é uma agência do governo federal australiano que realiza pesquisa em ciências da Terra. Produz materias como mapas topográficos e imagens de satélite.